# Пут Диоклецијана
Страта Диоклецијана (на латинском "Пут Диоклецијана") је утврђени пут који је ишао дуж источне пустињске границе, Лимес Арабикус, Римског царства. Као што само име каже, је изграђен је под царе Диоклецијаном (р. 284-305), као део широког утврђењог коловоза у позном Римском царству. Пут је био обезбеђен низом идентично изграђених утврђења  правоугаоног облика (куадрибургиа) која су  се налазила на један дан марша (20 римских миља) једна од других. Почињао је  код јужне обале реке Еуфрат и протезао се јужно и западно, пролазећи источно од Палмире и Дамаска до североистока Арабије.